# Museo del Teatro Larrañaga
Le Museo del Teatro (en français : musée du théâtre Larrañaga) est un musée historique situé au centre de Salto, capitale du département de Salto, en Uruguay.

## Description
Aménagé à l'intérieur du Teatro Larrañaga, le musée du théâtre y occupe une salle située à côté de l'espace culturel et scénographique du théâtre.
Inauguré en août 1984,  il est répertorié dans la liste des Musées de l'Uruguay  figurant notamment au Ministère de l'Éducation et de la Culture de l'Uruguay. Le musée du Teatro Larrañaga expose des collections  et des œuvres comprenant des meubles, des chaises, des costumes, des accessoires et diverses affiches des anciennes œuvres du Teatro Larrañaga depuis sa fondation en 1882. Le musée est géré par la ville de Salto.